# BLS AG

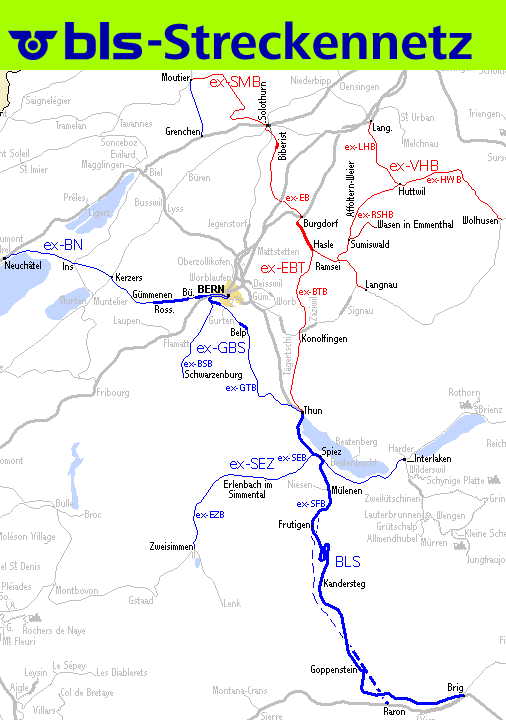
합병 후 철도망 (인프라) : 청색선은 BLS 뢰슈베르크 철도, 적색은 미텔란트

BLS AG는 2006년에 설립된 스위스 철도 사업자이다. 440km의 표준 궤도 노선을 운영하고 있으며, 스위스에서 가장 큰 민간 철도 회사이다. 또한 툰 호수와 브리엔츠 호수 선박 사업도 운영하고 있다. BLS라는 회사명은 1906년 베른에서 알프스산맥 방면으로 향하는 철도 회사로 설립된 베른-뢰치베르크-심플론 철도(Bern-Lötschberg–Simplon Bahn)에서 유래하고 있다.
BLS AG는 2006년 4월 24일에 설립되어, 합병 대상이 된 BLS 뢰치베르크 철도(BLS Lötschbergbahn)와 미텔란트 지역 교통(Regionalverkehr Mittelland)의 주주에 의해 2006년 6월 27일에 승인되었다. 법적으로는 두 회사와의 합병은 주식 교환에 의해 이루어졌고, 구 BLS 주식(액면 10 스위스 프랑) 1주는 신 BLS 주식(액면 1 스위스 프랑) 8주에, 구 미테란토 지역 교통주(액면 12.5 스위스 프랑) 1주를 신BLS주 24주로 교환하였다. BLS AG의 주요 주주로는 55.8%가 베른 주정부, 21.7%가 스위스 연방정부가 되었다.

## 철도망
2007년에는 BLS AG가 소유하고 운영하는 449km 기반 시설의 일부인 34.6km 길이의 새로운 뢰슈베르크 지하 터털이 개통되었다. 뢰슈베르크 지하 터널은 전액 출자 자회사인 BLS 알프트란짓 AG에 의해 건설되었다. 2007년 중반까지 이 회사는 기본 터널을 BLS AG에 양도했다. 2009년에 이 회사는 BLS Netz AG로 이름이 바뀌었고, 전체 BLS 인프라는 최근 투자의 대부분을 지불한 스위스 연방이 주로 소유한 이 회사로 넘어갔다.
BLS AG는 다음 철도 노선을 소유하거나 운영하고 있다.
- 베른-뇌샤텔 철도 노선 (Bern–Neuchâtel railway line)
- 그렌헨베르크 철도 노선 (Grenchenberg railway line)
- 귀르베탈 철도 노선 (Gürbetal railway line)
- 하우엔슈타인 철도 노선 (Hauenstein railway line)
- 툰호 철도 노선 (Lake Thun railway line)
- 뢰슈베르크 철도 노선 (Lötschberg railway line)
- 슈피츠-에를렌바흐-츠바이지멘 철도 노선 (Spiez–Erlenbach–Zweisimmen railway line)

## 차량

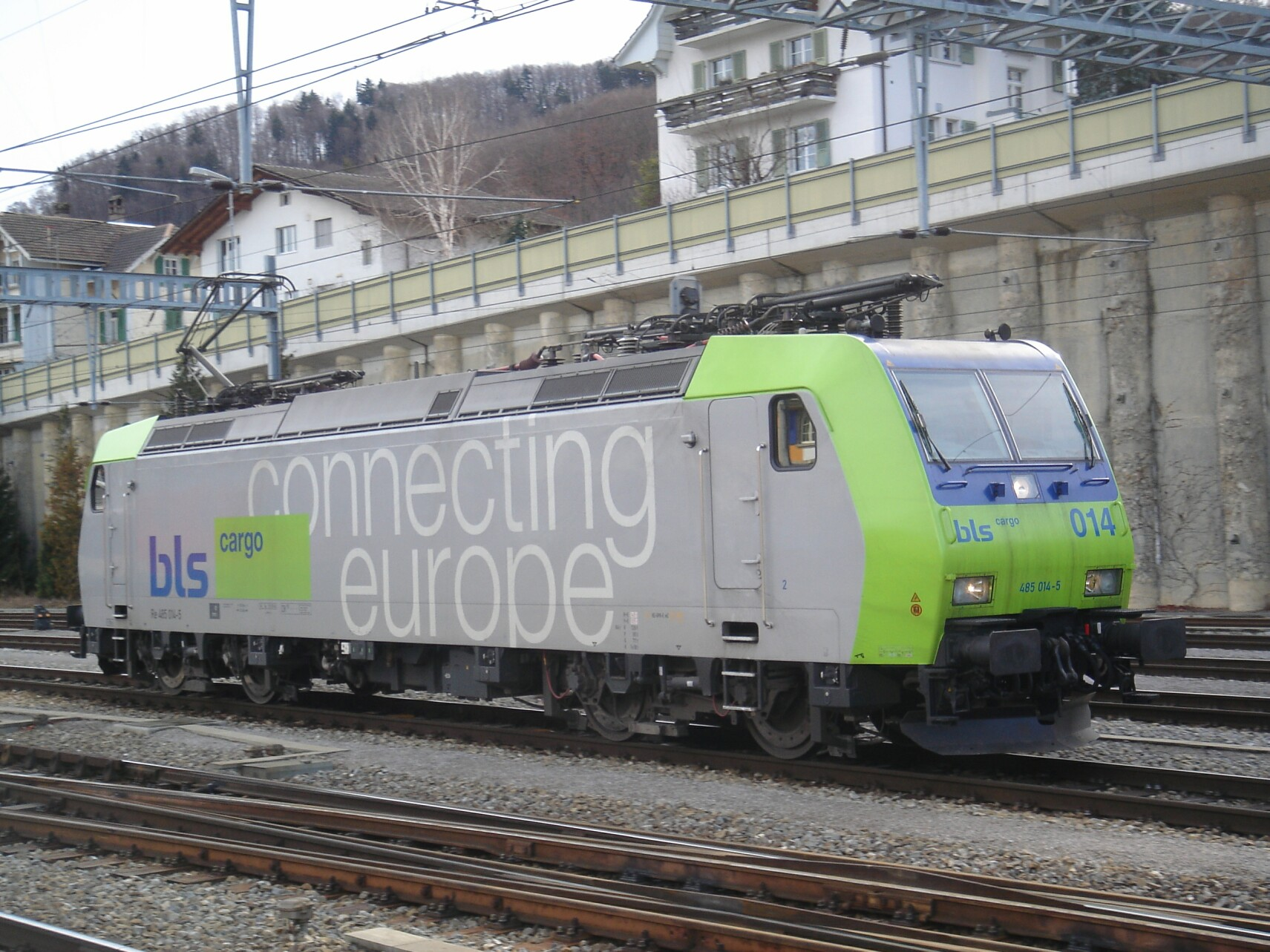
스피츠의 BLS Re 485 014-5, 2006년 2월 18일

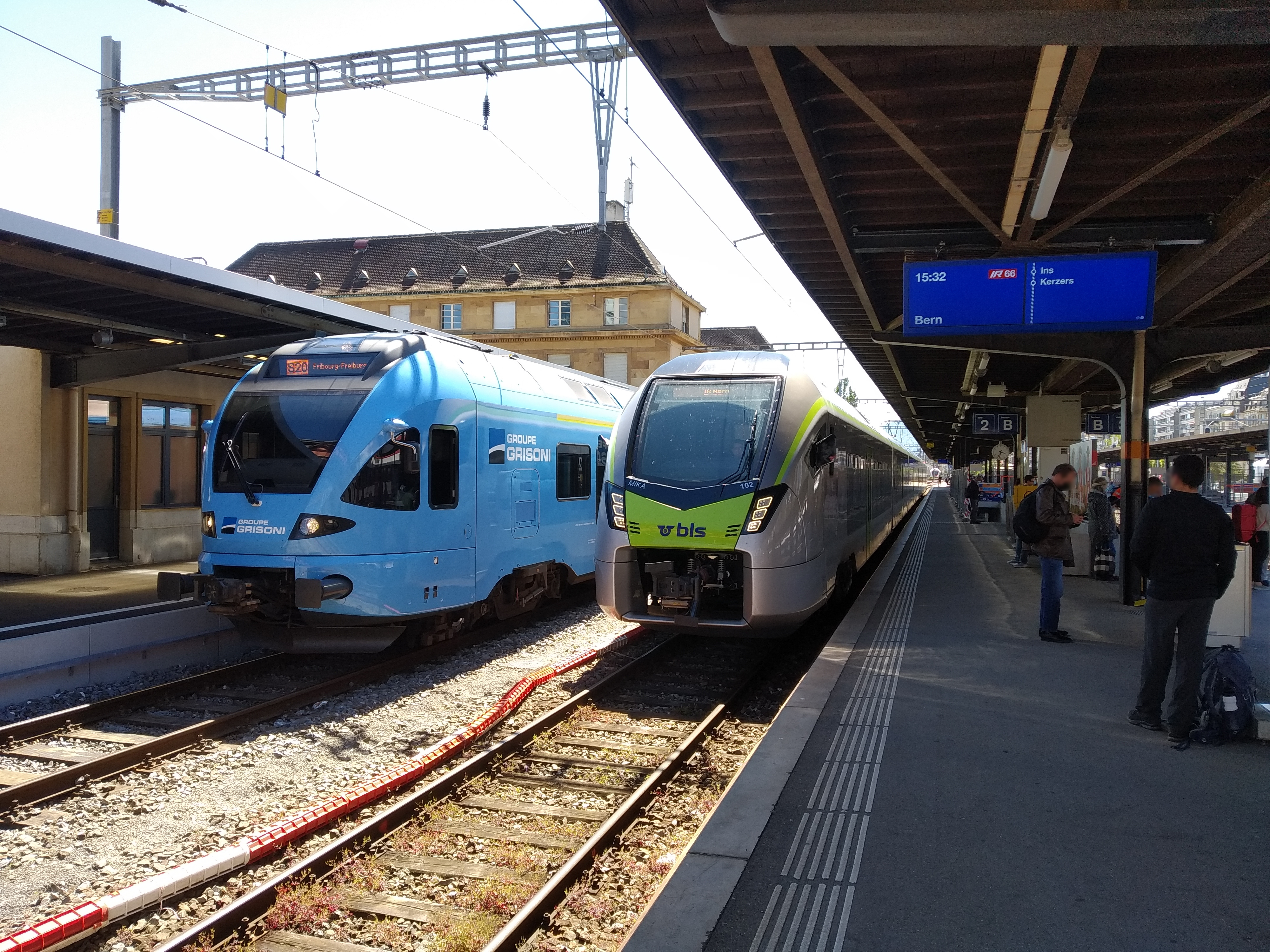
뇌샤텔의 BLS RABe 528 (우), 2021년 5월 28일

- 베른-뢰치베르크-심플론 철도 Ae6/8형 전기 기관차 (역사상의 기관차, 1량만 동태 보존, UIC명 Ae015형)
- 베른-레추베르크-심플론 철도 Ae415형 전기 기관차 (Ae4/4형)
- 베른-뢰치베르크-심플론 철도 Ae485형 전기 기관차 (Ae8/8형)
- 베른-뢰치베르크-심플론 철도 Re425형 전기 기관차 (Re4/4형, 전 Ae4/4 II , UIC명 Re425)
- 스위스 국철 Re420형 전기 기관차 ( 스위스 국철에서 양수)
- 베른-레추베르크-심플론 철도 Re465형 전기 기관차 (Lok2000)

BLS 카고는 다음과 같은 차량을 보유하고 있다.
- BLS 카고 Re485형 전기 기관차 ( TRAXX )
- BLS 카고 Re486형 전기 기관차 (TRAXX)
- BLS 카고 Re475형 전기 기관차 ( Vectron )
- BLS AG Re456형 전기기관차 (KTU Re4/4, 스위스 남동철도 등과 공통)
- BLS AG RABe515 트램 (MUTS)
- BLS 레추베르크 철도 RABe525형 전철 (NINA)
- BLS AG RABe535형 전철 ( Lötschberger )
- 스타들러 GTW (BLS RABe526형 전철)(GTW)
- BLS AG RBDe565/RDBe566 트램 (NPZ)
- 에멘탈-부르크도르프-툰철도 RBDe566 I형 기차
- 투나제 철도 Ec3/5형 증기 기관차
- 스위스 국철 Am843형 디젤 기관차

2010년에는 28대의 Stadler KISS EMU가 주문되었다. 첫 번째는 2012년 3월에 인도되었다. 2012년 현재 BLS는 BLS가 2025년까지 새로운 철도 차량에 약 SFr1·2bn을 지출하여 더 적은 종류의 열차로 보다 표준화된 차량을 구축할 계획이었다. 2017년에 58대의 Stadler FLIRT EMU가 주문되었으며, 2021년에서 2026년 사이에 서비스에 들어갈 것으로 예상된다.

## 노선
베른 S-반
- S1 라우펜 (Laupen) / 프리부르 (Fribourg) - 베른 – 뮌징엔 (Münsingen) - 툰 (Thun)
- S2 슈바르첸부르크 (Schwarzenburg) - 베른 – 코놀핑엔 (Konolfingen) - 랑나우(Langnau)
- S3 빌/비엔 (Biel/Bienne) - 리스(Lyss) - 베른 - 벨프 (Belp) (- 툰)
- S4 아폴테른 (Affoltern) - W. 람자이 (W.Ramsei) - 부르크도르프 (Burgdorf) - 베른 - * 뷔프리츠 노르트 ( Bümpliz Nord ) - (- 로스호이잔 ( Rosshäusern ))
- S5 베른- 케르체르스(Kerzers) - 노이엔부르크(Neuenburg) / 무르텐 (Murten/Morat) (- 로몽 (Romont))
- S11 베른 - 플라마트 (Flamatt) - 프리브르 (- 로몽)
- S22 베른 - 쾨니츠 ( Köniz ) - 슈발젠부르크 (Schwarzenburg)
- S33 베른 - 벨프 - 툰
- S44 로스셰우젠 - 베른 - 부르크도르프 – 빌러 (Wiler) / 랑나우
- S51 베른 - 슈토크아커 ( Stöckacker ) - 뮌플리츠 노르트

루체른 S반
- S6 랑엔탈 - 후트빌 - 볼후젠 (- 루체른)
- S7 랑엔탈 - 후트빌 - 볼후젠 (- 트룹샨헨))

레기오익스프레스
- 레기오 익스프레스 : 베른 - 랑나우 - 루체른
- 레기오 익스프레스 : 툰 - 코놀핑엔 - 부르크도르프 - 졸로투른
- 레기오 익스프레스 : 베른 - 노이엔부르크
- 레기오 익스프레스 : 베른 - 뮌징겐 - 슈피츠 - 브리크 ( 2007년 12월부터)

현지 열차 
- 레기오 : 인터라켄 오스트 - 슈피츠 - 츠바이지멘
- 레기오 : 슈피츠 - 프루티겐 (2007년 12월까지)
- 레기오 : 브리크 - 고펜슈타인 (2007년 12월까지)
- 레기오 : 툰 - 코놀핑엔 - 발크링겐 (Walkringen) (- 부르크도르프)
- 레기오 : 부르크도르프 - 졸로투른
- 레기오 : 졸로투른 - 무티에 (Moutier)
- 레기오 : 케르체르스 - 리스 - 뷔렌 앤 데어 아레 (Büren an der Aare)